# Mercedes-Benz O405
Mercedes-Benz O405 – autobus miejski, produkowany przez niemiecką firmę Mercedes-Benz.

## Galeria

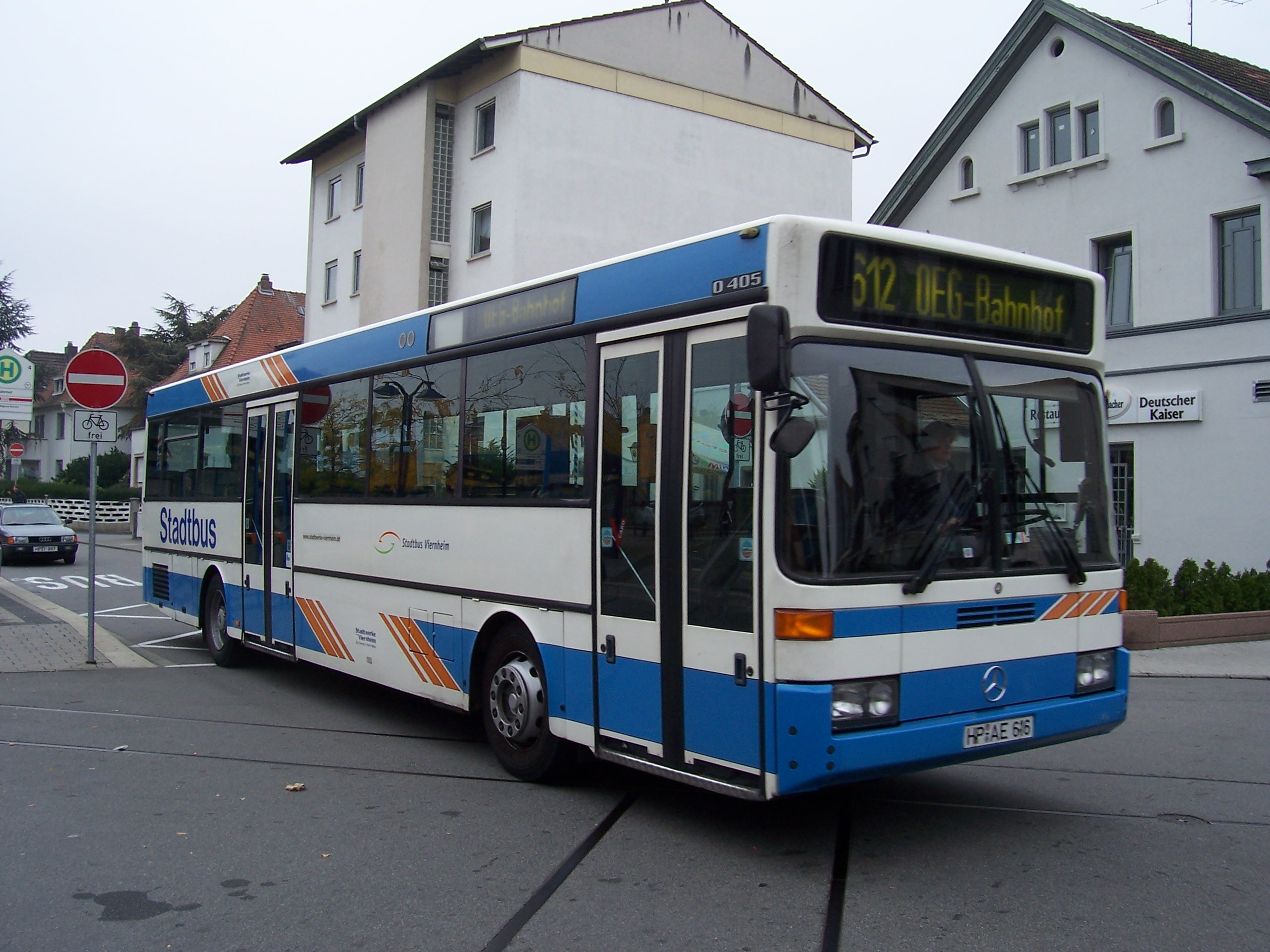
Mercedes-Benz O405 w Viernheim
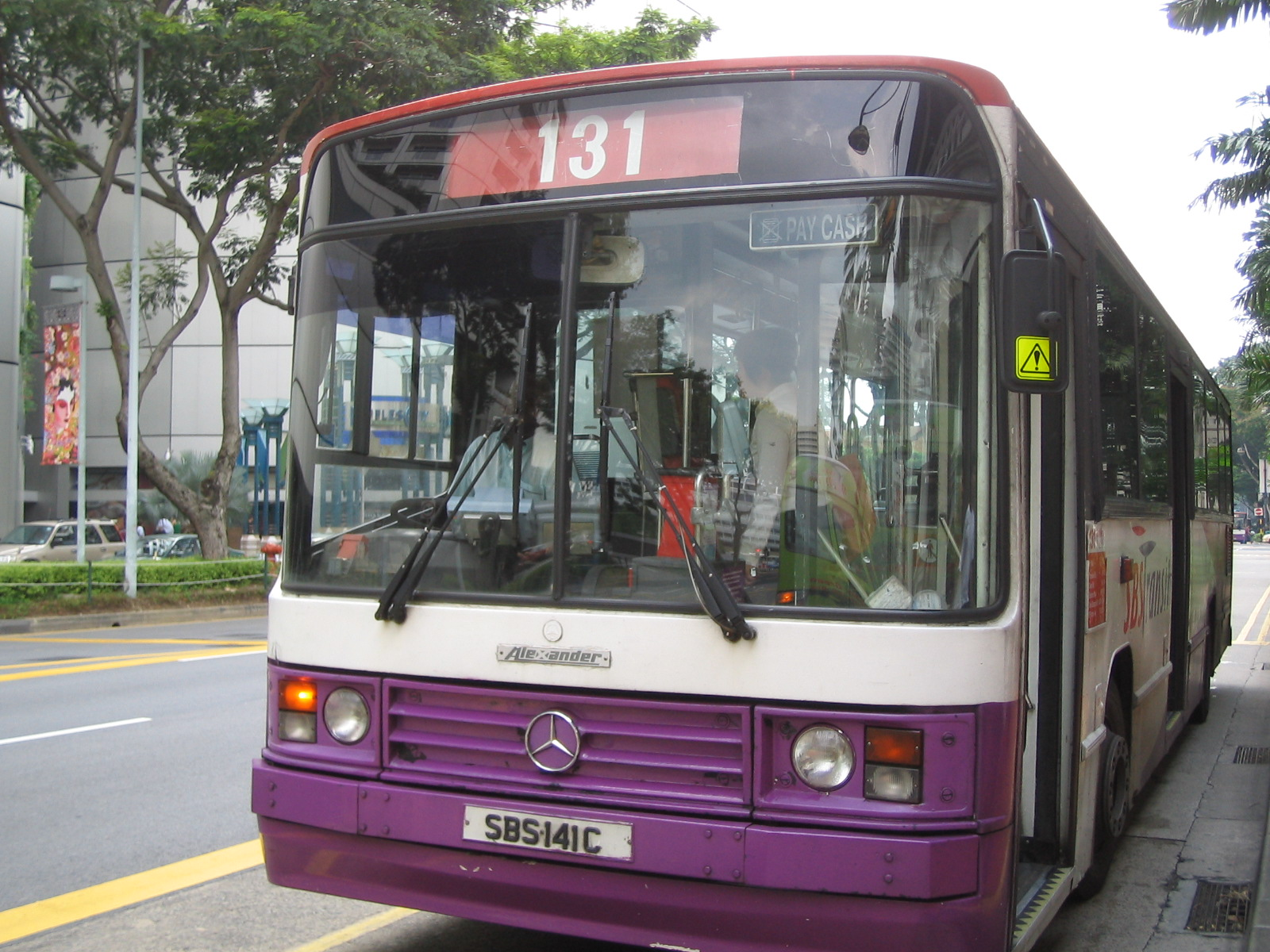
Podwoziowy Mercedes-Benz O405 w Singapurze
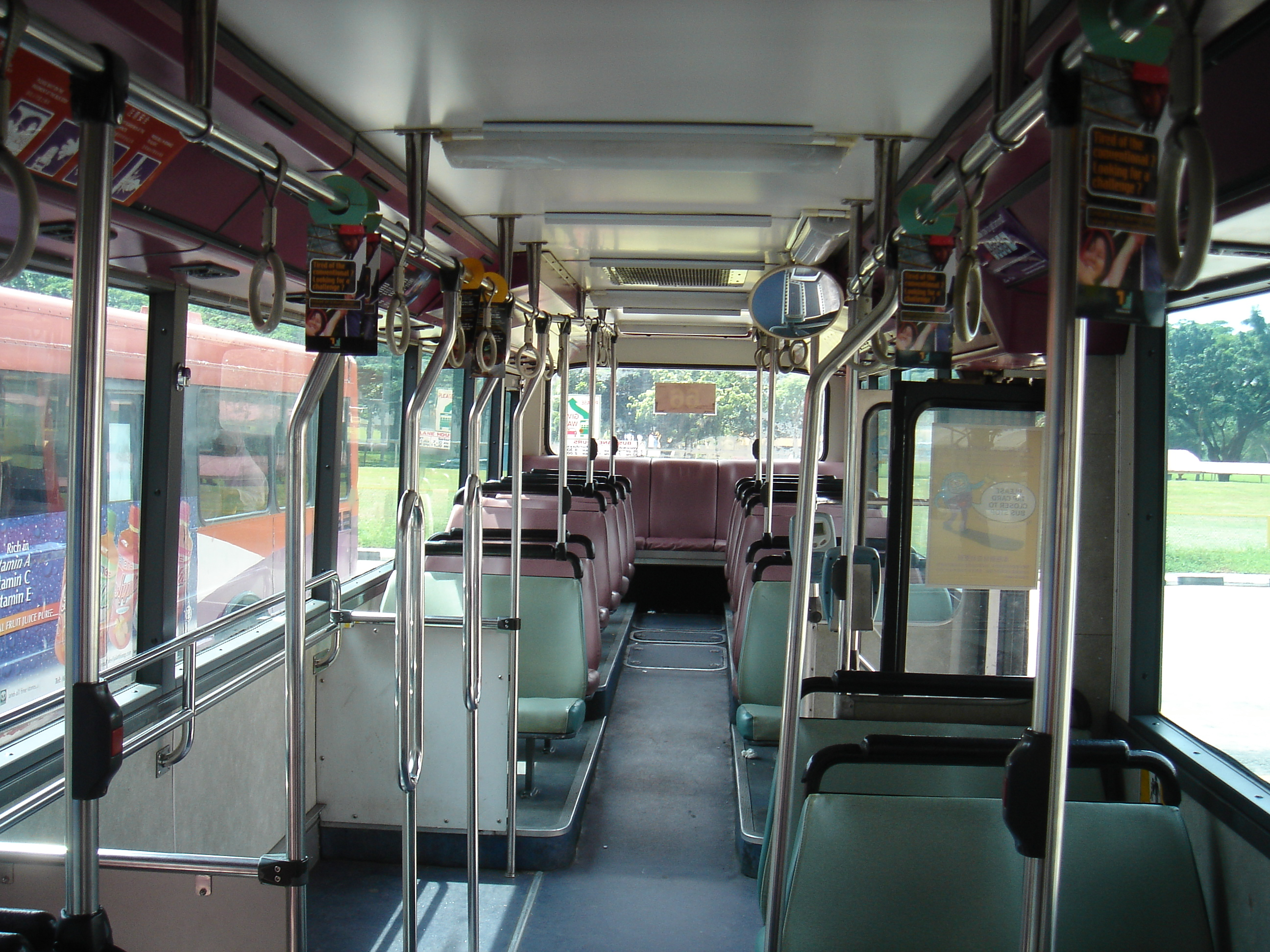
Wnętrze Mercedesa O405
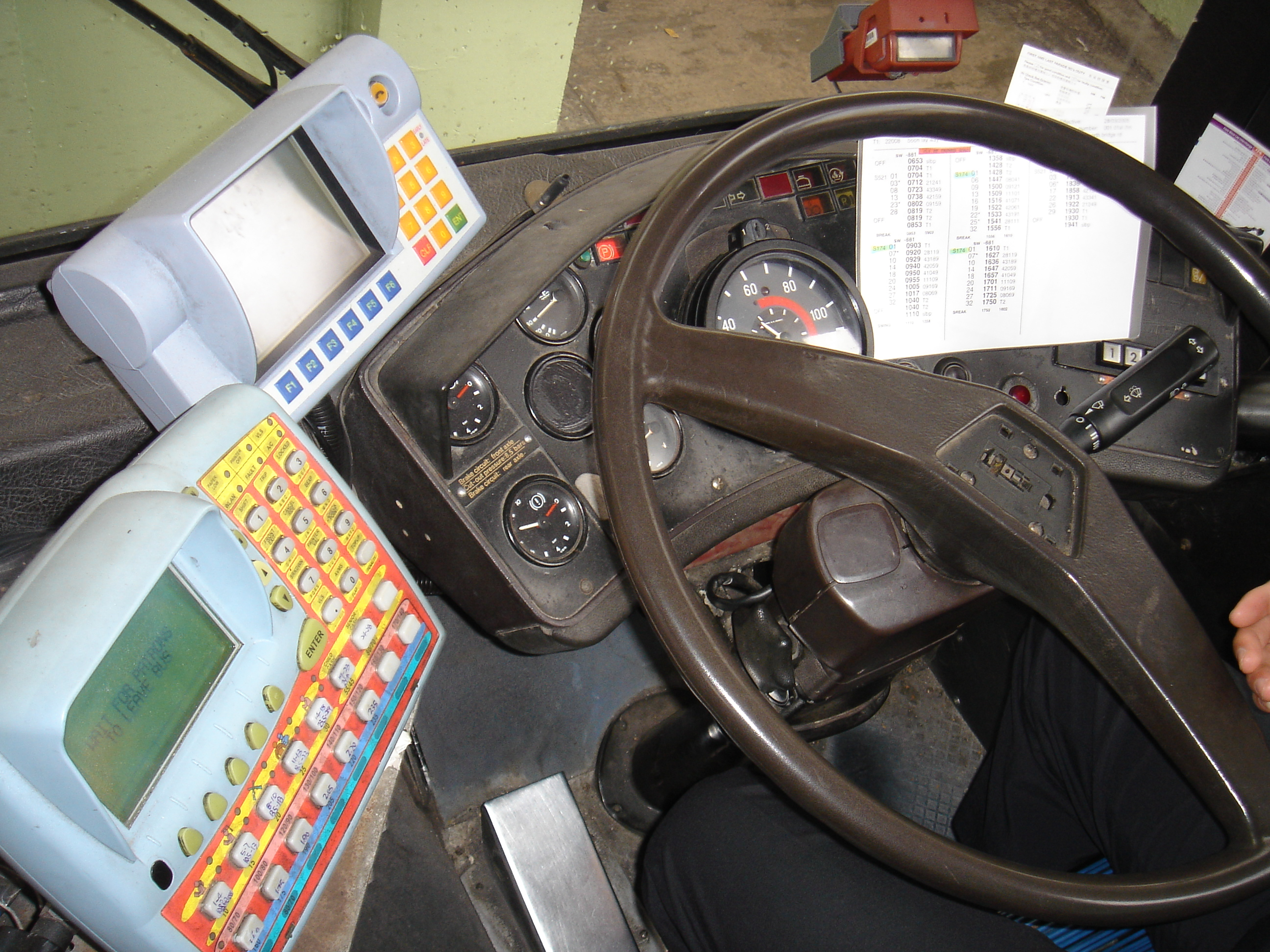
Pulpit kierowcy Mercedesa O405